# Olaf Winter
Olaf Winter (Neustrelitz, 18 de julio de 1973) es un deportista alemán que compitió en piragüismo en la modalidad de aguas tranquilas.
Participó en los Juegos Olímpicos de Atlanta 1996, obteniendo una medalla de oro en la prueba de K4 1000 m. Ganó una medalla de bronce en el Campeonato Mundial de Piragüismo de 1999, en la prueba de K2 1000 m.

## Palmarés internacional
| Juegos Olímpicos   | Juegos Olímpicos         | Juegos Olímpicos  | Juegos Olímpicos |
| Año                | Lugar                    | Medalla           | Competición      |
| ------------------ | ------------------------ | ----------------- | ---------------- |
| 1996               | Atlanta (Estados Unidos) | Medalla de oro    | K4 1000 m        |
| Campeonato Mundial |                          |                   |                  |
| Año                | Lugar                    | Medalla           | Competición      |
| 1999               | Milán (Italia)           | Medalla de bronce | K2 1000 m        |